# دونالد اسمارت
دونالد اسمارت (انگلیسی: Donald Smart؛ زادهٔ ۷ ژانویهٔ ۱۹۴۲) بازیکن هاکی روی چمن اهل استرالیا است.